# Constantin Zărnescu

Constantin Zărnescu (1974)

Constantin Zărnescu (n. 24 martie 1949, Lăpușata, România) este un prozator, dramaturg și publicist român. Membru al Uniunii Scriitorilor din România, Filiala Cluj.
Este cetățean de onoare al municipiului Râmnicu Vâlcea.
A urmat studiile liceale la Horezu (jud. Vâlcea). A absolvit studii universitare la Universitatea Babeș Bolyai din Cluj. Începând cu 1972 a lucrat la redacția revistei culturale clujene Tribuna, la care debutase ca student în 1971, în cadrul secției de beletristică și reportaje. 
Colaborează la mai multe periodice. În 1997 Prefectura județului Gorj i-a decernat premiul pentru întreaga activitate brâncușiologică. Căsătorit, are patru copii majori.
Premiul de debut al Uniunii Scriitorilor din România (1975).

## Lucrări publicate
1974 - Clodi primus, roman. Premiul Uniunii Scriitorilor din România (1975) 

1979 - Meda, mireasa lumii, roman

1980 - Aforismele și textele lui Brâncuși

1981 - Regina Iocasta, dramă

1983 - Queen Jocasta, La Reine Jocaste, Königin Jokaste, Țarîța Yokasta, versiuni ale Reginei Iocasta în limbile engleză, franceză, germană, rusă

1984 - Teii înfloresc pentru Irina, roman foileton

1986 - Ieșirea la mare, roman

1989 - Regina Iocasta, dramă, ediția a doua

1992 - Teii înfloresc pentru Irina, roman

1993 - Să nu te lași scris, nuvelă

1993 - Aforismoj kaj tekstoj de Constantin Brâncuși, Aforismele și textele lui Brâncuși în versiune esperanto

1994 - Aforismele și textele lui Brâncuși, ediția a doua

1999 - Aforismele și textele lui Brâncuși, ediția a treia

2001 - Brâncuși, cioplitorul în duh, antologie de texte pentru elevi și adolescenți

2001 - Brâncuși și Transilvania

2001 - Brâncuși și civilizația imaginii

2002 - Ziua zilelor, roman

2002 - Principele Dracula, Doctor Faustus și Machiavelli

2002 - Dracula în Carpați, libreto pentru o operă dramatică în trei acte

2003 - La reine Jocaste, Regina Iocasta în versiune franceză

2003 - 1 Decembrie 1918 - Ziua zilelor, roman

2004 - Reĝino Jokasta, Regina Iocasta în versiune esperanto

2004 - Patimile lui Dracula, vol. I

2006 - Revoluția română (din 17-22 Decembrie 1989) la Cluj-Napoca

2006 - Aforismele și textele lui Brâncuși, ediția a patra

2007 - Aforismele și textele lui Brâncuși, ediția a cincea

2014 - Țara lui Urmuz, Editura-Fundația Scrisul Românesc, Craiova

2019 - Regina Iocasta, ediția a patra